# 人形劇団プーク
人形劇団プーク（にんぎょうげきだんプーク）は、日本の人形劇団。日本において長い伝統をもつ現代人形劇団の一つ。常設ホールや学校においての人形劇の公演の他、テレビ、映画などへの出演もしている。
劇団の礎となった「人形クラブ」の名を、エスペラント語で「LA PUPA KLUBO」（英訳＝THE PUPPET CLUB）を正式名称として、人形を意味するPUPAのPUと、クラブを意味するKLUBOのKをとってPUKと略称としていたが、それを通称として劇団名とした。
現在、人形劇団プークは「プーク人形劇場（プーク人形劇場の管理・運営）」「劇団プーク（舞台活動・法人名は（有）劇団プーク）」「スタジオ・ノーヴァ（映像部門・英名＝STUDIO NOVA.inc）」の3法人で活動している。

## 沿革
- 1926年 6月 - 開成中学の同級生の川尻東次、中村伸郎、鳥山榛名、青柳忠正、土方正巳らが「ダナ人形座」の名で東京神田の主婦の友会館講堂で公演。
- 1929年 12月 - メンバーに山中重治、高山貞章、潮田租、吉田隆子ら が加わり18名で東京赤坂の三会堂で人形クラブ=LA PUPA KLUBOの名で「リップ・ヴァン・ウィンクル」   「クリスマス綺譚」を初上演。
- 1930年 - 川尻東次の弟である川尻泰司が入団。
- 1931年10月 - 第4回公演「勇敢なる兵士シュベイクの冒険」「三人のふとっちょ」を上演。創立メンバーによる公演はこれが事実上最後となる。この公演終了後に創立メンバーの土方正巳ら数名が就職に向けての退団。
- 1932年 11月26日 - 創立者の川尻東次が逝去。川尻泰司が劇団の存続を担うこととなる。
- 1940年頃 - 第二次世界大戦による治安維持法の強化により、プロレタリア演劇運動を起こしていたのがきっかけで川尻泰司ら団員全員が逮捕され、人形劇団プークが活動休止となる。
- 1945年 -  終戦がきっかけで、川尻泰司ら団員全員が釈放される。
- 1946年11月26日 - 治安維持法と第二次世界大戦による中断を得て、川尻東次の命日を期に人形劇団プークの再建を発表。
- 1947年7月31日 - 創立者の川尻東次と川尻泰司（当時の代表者）の母親で、団員の川尻清野が死去。
- 1948年 7月 - 有楽町毎日ホールで「オッペルと象」で再建第1回公演。
- 1950年 - GHQの逆鱗に触れ、公演が不許可になり、経営が苦況に陥る。
- 1953年 9月 - 日本テレビで影絵「千一夜物語」が放映。
- 1961年 - 文部省芸術祭演劇部門で「逃げ出したジュピター」が受賞。
- 1965年 - 西村晃と「黒の劇場・チンドンやでござい」で共演。
- 1970年 - プーク人形劇場完成準備のために映像専門部門がスタジオ・ノーヴァとして独立。
- 1971年 11月 - 新宿にプーク人形劇場が完成。
- 1975年 9月 - 代表者である川尻泰司が日本人形劇人協会会長に就任。
- 1976年 - ルーマニア、ハンガリー、ブルガリア、チェコスロヴァキアを巡る海外公演ツアー。
- 1978年 - ベルリン国際演劇祭に招待され、東ドイツ・ポーランド・西ドイツを巡演。
- 1979年 - ブルガリアの演出家ニコリーナ・ゲォルギェヴァを招き「動物たちのカーニバル」「展覧会の絵」をアンサンブルで上演。オーストラリア公演。
- 1980年 - カナダ・アメリカ・メキシコ公演。
- 1981年 - 怪談話「牡丹燈籠」林家正蔵特別出演作品、文化庁芸術祭大賞受賞。
- 1982年 - ハワイ・アラスカ・サイパン公演。
- 1983年 - 第100回公演「青い鳥」弥次喜多東海道中噺」公演。岡本文弥共演。
- 1984年 - 東ドイツ・ユーゴスラビア・フランス・スウェーデン公演。
- 1985年 - 韓国公演。
- 1987年 - タイ・ベトナム・インド・インドネシア・マレーシア・シンガポール公演。
- 1990年 - イタリア・ブルガリア・トルコ公演。バルナ（ブルガリア）国際人形劇フェスティバルにて「うさぎの学校」が、作品賞、俳優賞など4部門受賞。
- 1991年 - 村山知義生誕90周年記念特別公演・千田是也　演出「スカートをはいたネロ」「やっぱり奴隷だ」。
- 1993年 - 岡本文弥・99才白寿を祝う特別公演「アリラン」。マレーシア・タイ・フィリピン・ブルネイ公演。
- 1994年 6月25日 - 川尻泰司折去。長谷川正明が代表者となる。おとなの公演「La Pupa Teatro」シリーズはじまる。
- 1995年 6月 - 長谷川正明が日本人形劇人協会会長に就任。
- 1996年 - 川尻泰司追悼記念公演「愚直なる兵士シュベイク」。文化庁「アーツプラン21」特別芸術創造支援事業採択団体となる。
- 1999年 - 劇団創立70周年。
- 2000年 - シンガポール公演。
- 2001年 - プーク人形劇場誕生30周年記念。3月17日、星野毅が人形劇団プーク代表に就任。
- 2004年 - ギリシャ・ブルガリア・セルビアモンテネグロ・クロアチア公演。
- 2005年 - 佐藤達雄が代表に就任。
- 2007年 - 台湾公演（板橋市）「ピンクのドラゴン」。
- 2008年 - 海外公演「第20回ウニマ（国際人形劇連盟）パース（豪）大会と世界人形劇フェスティバル」招待公演。台湾公演（台北市）「ピンクのドラゴン」。
- 2009年 - 劇団創立80周年記念年間。韓国（金浦）公演。第9回倉林誠一郎記念賞・団体賞」受賞。劇団創立80周年記念公演として、8月に「怪談 牡丹燈籠」を公演。
- 2012年 6月12日 - 長谷川正明（元人形劇団プーク代表）逝去。

## 創立者川尻東次
創立者で24歳の若さにて夭折した川尻東次の心得としたメッセージがプーク人形劇場の正面口に刻まれている。
| たとえ ひとりになっても私は歩みをやめない。新しい仲間は必ず集まってくる。プークがやろうとするのはそのような人形劇の仕事だ! |

## スタジオ・ノーヴァ

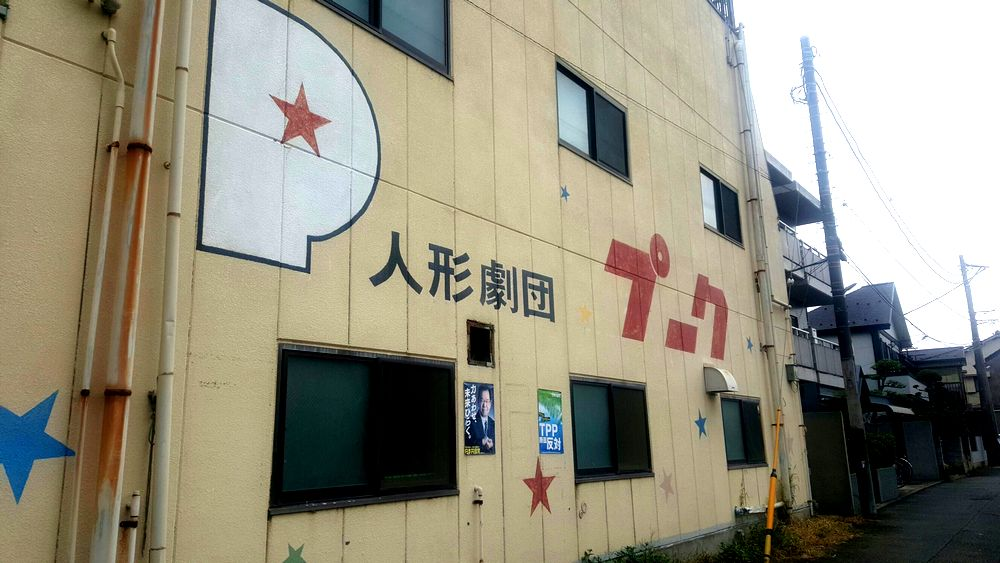
劇団プークアトリエ（東京都西東京市、2016年撮影）

制作部門のスタジオ・ノーヴァでは棒遣い人形、糸操り人形、ハンドマペット、着ぐるみ等を制作。Eテレの学習番組、NHKのこども番組など幅広く請け負っている。

### おもな番組
- 「おかあさんといっしょ」（NHK・Eテレ） - ハンドマペット、人形制作
- 「それいけノンタック」（NHK教育テレビ、1985 - 1992年） - 人形美術、人形製作、人形操演
- 「アップルポップ」（フジテレビ、1988年 - 1994年。「ひらけ！ポンキッキ」内人形劇。鳥山明デザイン） - 人形製作、人形操演、制作
- 「いないいないばあっ！」（NHK・Eテレ） - パペットアートディレクション・キャラクターデザイン・人形制作・小道具デザイン・小道具制作
- 「ざわざわ森のがんこちゃん」（NHK・Eテレ） - 人形美術・制作小道具美術・制作人形操演人形指導
- 「バケルノ小学校 ヒュードロ組」（NHK・Eテレ） - 人形制作、操演
- 「週刊こどもニュース」（NHK総合） - 模型プロデュース・模型デザイン・模型制作
- 「ココリコミラクルタイプ」（フジテレビ、2001年  - 2007年） - ミラクルさん製作、操演
- 「連続人形活劇　新・三銃士」（NHK・Eテレ、2009年10月12日 - 2010年5月28日） - 人形美術・製作・劇人形デザイン[2]
- 「シャーロックホームズ」（NHK・Eテレ、2014年） - 人形美術設計・人形美術デザイン・人形制作・小道具美術・操演
- 「モンキーパーマ」シリーズ（tvkほか） - ハンドパペット制作
- 「汐留○○部」（日本テレビ、2015年 - ） - 人形美術デザイン・ミニチュア美術デザイン・制作
- 「おじさまと猫」（テレビ東京系、2021年1月7日 - ） - 人形操演
- 「次クール、何くーる?」（Youtube、AT-X、2022年12月25日 - ） - 人形製作

## プーク人形劇場

### 概要
プーク人形劇場（ぷーくにんぎょうげきじょう）は、東京都渋谷区代々木2-12-3にある劇団プークの劇場である。住所は渋谷区だが、最寄駅は新宿駅。1971年11月、もともと事務所のあった小さな土地に建設した劇場である。
プーク人形劇場はプークの人形劇の他、貸ホールとして演劇やお笑い芸人の公演にも使われており、2001年2月にはお笑いプロレス団体「西口プロレス」が旗揚げ興業を行った。西口プロレスの名称も当地にちなむが、もっとも近いのは当時から南口である。

### アクセス
JR新宿駅南口より徒歩7分。都営新宿線新宿駅6番出口より徒歩1分。大江戸線新宿駅a－1出口より徒歩1分